# Hustle Kings
Hustle Kings – zręcznościowa, komputerowa gra sportowa stworzona przez VooFoo Studios i wydana przez Sony Computer Entertainment, dostępna w dystrybucji cyfrowej na konsolę PlayStation 3. Gra została wydana w Europie 22 grudnia 2009 roku, a w Ameryce Północnej 28 stycznia 2010 roku. Od 2012 roku Hustle King jest także dostępny dla posiadaczy PlayStation Vita.
Rozgrywka w Hustle King polega na rozgrywaniu meczów bilardowych w trybie kariery lub gry pojedynczej. Gra posiada również tryb gry wieloosobowej, który umożliwia grę pomiędzy graczami zarówno na konsolach PlayStation 3, jak i PlayStation Vita (technologia Cross Play).